# Země Koruny uherské
Země Koruny uherské, resp. svatoštěpánské (maďarsky A Magyar Szent Korona Országai), je souhrnné pojmenování svazku zemí, které byly podřízeny svrchovanosti uherského krále, resp. uherské koruně sv. Štěpána. Tvořily je zejména tria regna Uhersko, Chorvatsko a Sedmihradsko. K nim byly mnohokrát uherskými panovníky připojovány další země, některé jen formálně.
Roku 1867 byl tento svazek obnoven rakousko-uherským vyrovnáním v pevnější a konkrétnější podobě jako Země Koruny svatoštěpánské (Szent István Koronájának Országai) v rámci Rakouska-Uherska, pro který se běžně používal název „Zalitavsko“. Oba celky disponovaly vlastními parlamenty a právními řády, ale sdílely některá společná ministerstva a instituce. Do té doby spojovala země pouze osoba uherského krále, který jim reálně panoval nebo mu jen formálně náležely.

## Seznam zemí Koruny uherské

### Regna

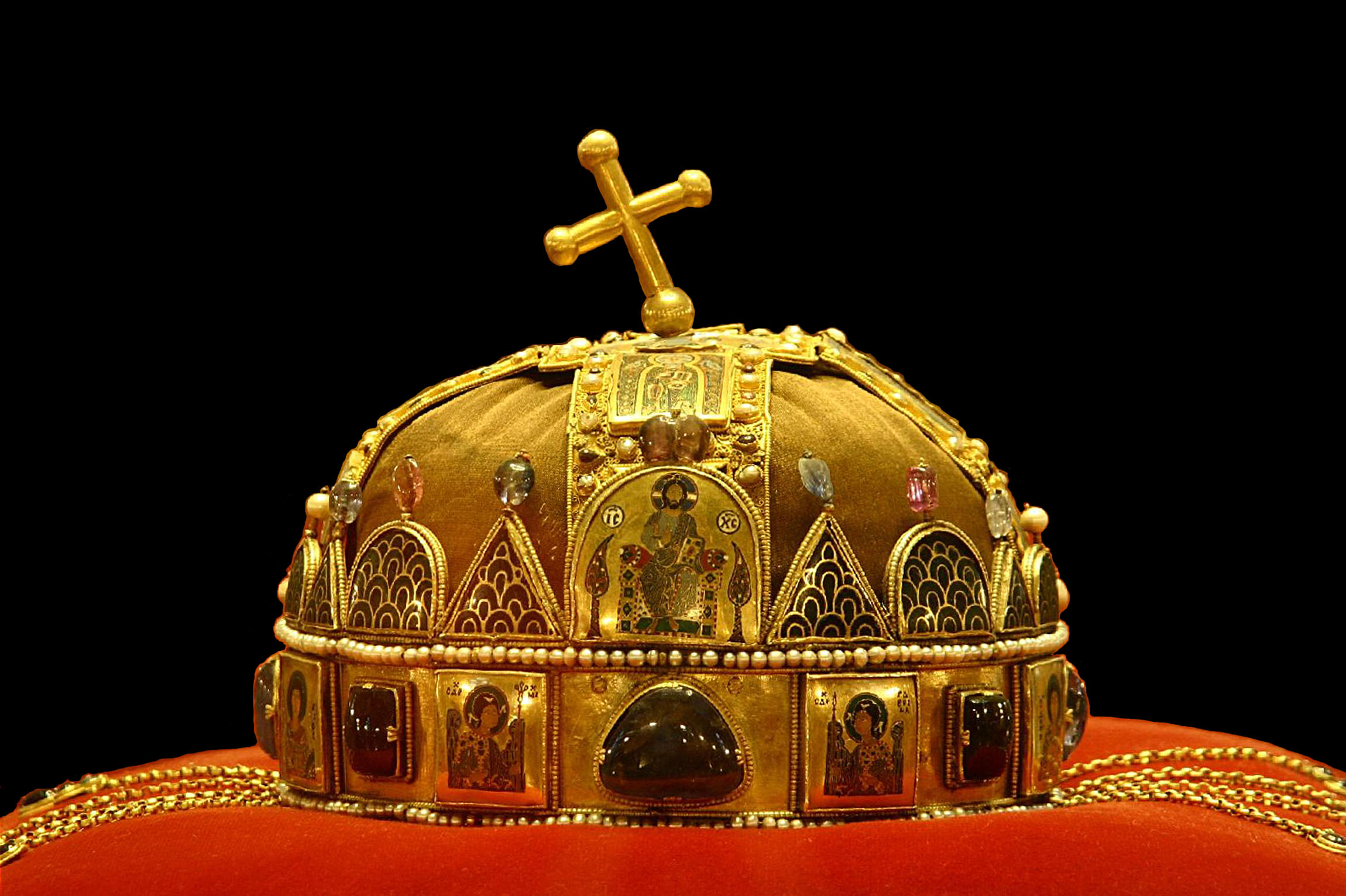
Koruna sv. Štěpána

- Uherské království (vlastní Uhersko) – prvním uherským králem se stal Štěpán I.
- Chorvatské království – v roce 1102 se král Koloman nechal korunovat králem Chorvatska a oba státy vstoupily do společné personální unie, Koloman užíval titulu „král chorvatsko-dalmátský“
- Sedmihradské velkoknížectví – v 16. století (1526–1541) se Uhersko rozdělilo na tři celky zvané regna, tj. vlastní Uhersko, Chorvatsko a do třetice Sedmihradsko, které bývalo územím východního Uherska

### Další království
- Dalmácie – bylo neoddělitelnou součástí Chorvatského království poté, co se Koloman prohlásil „králem chorvatský a dalmátským“
- Slavonie – v 11. století si uherský král Ladislav I. přisvojil titul „slavonského krále“
- Ráma (Bosna) – v roce 1136 král Béla II. poprvé vpadl do Bosny a formálně ji podřídil uherské koruně, ale neovládl ji a zůstala nezávislým státem, přesto roku 1137 prohlásil „králem Rámy“ (Rex Ramae), tj. Bosny, a zavedl čestný titul bosenského vévody pro syna Ladislava
- Srbsko – v roce 1202 se uherský král Emerich prohlásil „králem srbským“ (Rex Serviae)
- Vladiměřsko – v roce 1205 se král Ondřej II. prohlásil „králem vladiměřským“
- Haličsko-vladiměřské království – Ondřej II. anektoval Haličské knížectví a prohlásil se „králem haličským“, přestože jsou Uhři v roce 1221 z Haliče vyhnáni, další uherští králové si přisvojují titul „král haličsko-vladiměřský“
- Kumánie (Kunság) – uherský král je mezi uherskými Kumány v roce 1233 označován „králem kumánským“ (Rex Cumaniae)
- Bulharské království – Štěpán V. dobývá část území bulharské říše a bulharská aristokracie, která se octla v lenní závislosti, ho tituluje „králem bulharským“
- Jeruzalémské království – Ondřej II. se připojil ke křížové výpravě a přisvojil si titul krále jeruzalémského, ale nikdy se jím nestal, ani nebyl korunován

### Ostatní země a území
- Sikulsko – od 12. století do roku 1867 autonomní celek Uher, představitelem byl hrabě Sikulů (comes Sicolorum)
- Valašské knížectví – uherské pokusy o ovládnutí této balkánské země
- Volyňské knížectví – bylo ke koruně připojeno Ondřejem Uherským, když usiloval o získání Haliče
- Burzenland – Ondřej II. roku 1211 daroval německým rytířům území v Sedmihradsku s tím, aby ho chránili před nájezdy Kumánů, ale křižáčtí rytíři se mu odvděčili snahou o získání autonomie a Ondřej je za to ze země vyhnal.
- Chorvatská vojenská hranice (1553–1881)
- Slavonská vojenská hranice (1745–1881)
- srbsko-uherské vojenské hranice